# Reiner H. Nitschke
Reiner H. Nitschke (* 1953 in Berlin) ist ein deutscher Journalist, Fotograf und Verleger.

## Leben
Nitschke legte das Abitur am Berliner Hermann-Hesse-Gymnasium ab und absolvierte anschließend ein Redaktionsvolontariat bei der Tageszeitung Neue Presse (Coburg). Er entwickelte dort Sonderseiten zur „Dritten Welt“ und betreute im Feuilleton den Jazzteil. Im Jahr 1975 wechselte er zum Magazin „hobby“ nach Stuttgart, wo er das Motorrad-Ressort verantwortete. Ab 1978 arbeitete er für den Lütze-Fachverlag in Reutlingen.
Seit 1978 ist er als freier Autor und Fotograf weltweit unterwegs (Veröffentlichungen u. a. in auto, motor und sport, Motor-Magazin, mo, PHOTO, STERN, TRAVELLER´s World, ZEITmagazin, Buchreihe Durch die weite Welt), fernfahrerZeitung. Im Jahr 1979 gründete er dann die Zeitschrift „Easy Rider“, an der zur Hälfte der Lütze-Verlag beteiligt war.
Im eigenen Buchverlag „new book edition“ (in Kooperation mit dem Motorbuch Verlag Stuttgart) veröffentlichte Nitschke ab 1980 u. a. „Reisen mit dem Motorrad“, „Der Motorrad-Reiseführer“, „Extra-Touren Jugoslawien“, „Extra-Touren Spanien“, „Giganten der Landstraße“. 1981 entwickelte er die Zeitschrift „Motorrad Reisen“, das erste Magazin, das sich dem Thema Motorradreisen widmete. Außerdem war er Chefredakteur der Reisezeitschrift „via – Das alternative Reisemagazin“.

### Nitschke-Verlag
1981 gründete er einen eigenen Zeitschriften-Verlag, die Reiner H. Nitschke-Verlags GmbH. 1985 wurde „Motorrad Reisen“ in „Tourenfahrer“ umbenannt. Dabei lag der Preis mit 7,50 DM weit über dem vergleichbarer Motorrad-Zeitschriften. Es war das "erste Reisemagazin für Motorradfahrer, das in Deutschland an die Kioske kam". 1988 gründete er die Zeitschrift „Motorradfahrer“ für einen Preis, der wiederum deutlich unter dem der bisherigen Motorradzeitschriften lag. 1990 erfolgte die Gründung der Zeitschrift „Radl-Magazin – trecking-bike“, die 1997 in „bike-fitness“ umbenannt wurde. Wenn möglich, verkürzte Nitschke die Erscheinungsabstände. 1994 hatte der Verlag 14 Mitarbeiter und erzielte fast 10 Millionen DM Umsatz.
1997 wurde die Essener WAZ-Gruppe (heute Funke Mediengruppe) Mehrheitsgesellschafter des Reiner H. Nitschke-Verlags. Der Nitschke-Verlag war auf Zweiradthemen begrenzt, nun wurden die bei der Münchener WAZ-Tochter SZV angesiedelten Zeitschriften STEREO, Fono Forum, Fachblatt Musikmagazin, drums & percussion, in den Nitschke-Verlag integriert. Reiner Nitschke war fortan geschäftsführender Gesellschafter und Herausgeber aller Zeitschriften des Hauses.
Seit 2014 zog sich Nitschke aus der redaktionellen Verantwortung für die Motorradzeitschriften zurück und widmete sich stärker der redaktionellen Betreuung der Musikzeitschriften (Chefredakteur STEREO, Herausgeber FONO FORUM und drums & percussion). 2019 gab Nitschke seine Anteile an die Funke Mediengruppe ab, bis Ende 2020 fungierte er noch als Berater und Herausgeber. Im März 2020 verkaufte die Funke-Gruppe die Motorradzeitschriften an den ebenfalls 1981 gegründeten Syburger Verlag.

### Privatleben
Nitschke ist verheiratet mit der Künstlerin Angelika Adam. Die beiden haben einen gemeinsamen erwachsenen Sohn.